# Marquillies
Marquillies település Franciaországban, Nord megyében. Lakosainak száma 1971 fő (2022. január 1.). Marquillies Billy-Berclau, Salomé, Wicres, Hantay, Illies és Sainghin-en-Weppes községekkel határos.

## Népesség
A település népességének változása:
| Lakosok száma | 1989 | 1987 | 2011 | 1997 | 2008 | 1998 | 1987 | 1982 | 1971 |
|               | 2013 | 2015 | 2016 | 2017 | 2018 | 2019 | 2020 | 2021 | 2022 |